# Burgruine Wasserburg

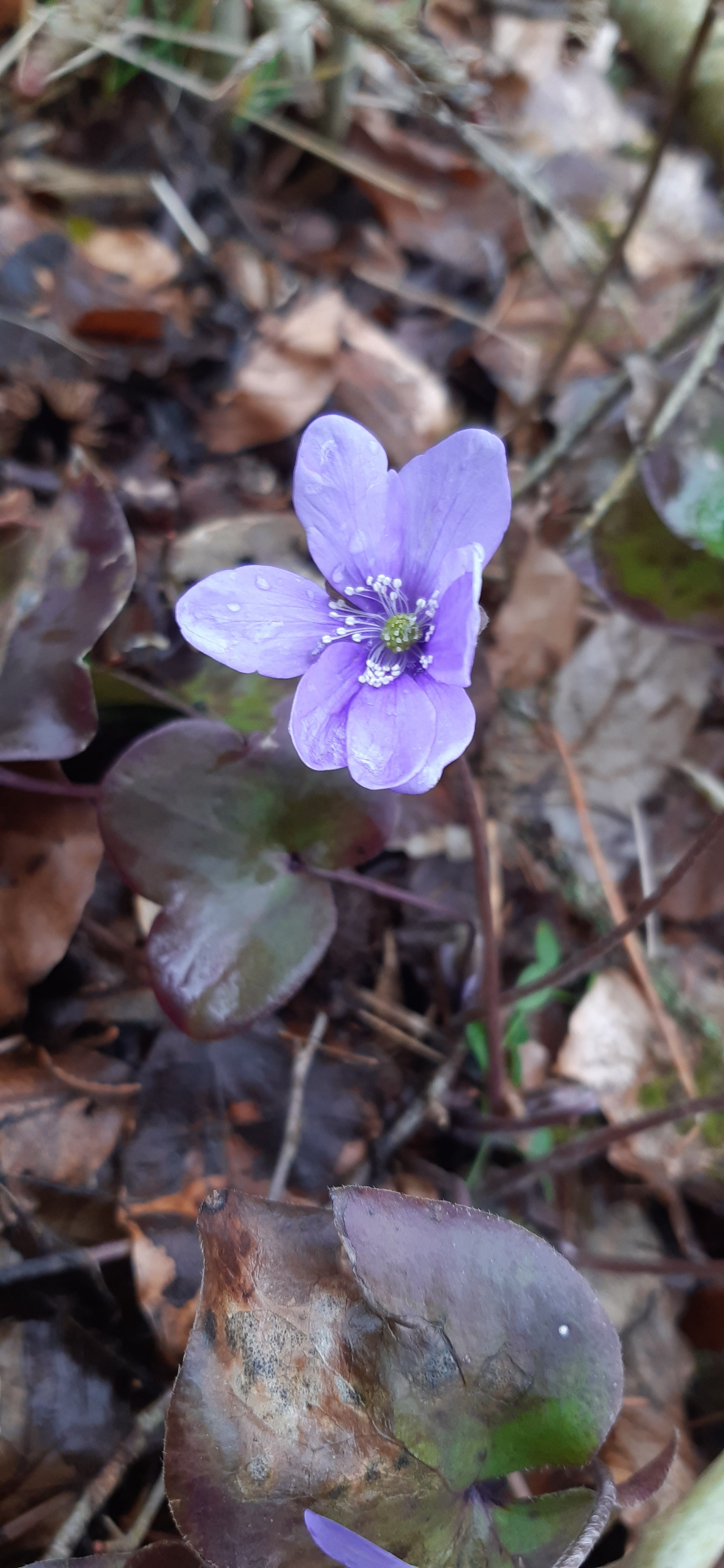
Frühlingsblüher auf der Burgruine

Die Burgruine Wasserburg ist die Ruine einer Höhenburg auf einem kleinen 630 m ü. NHN hohen Bergkegel 1500 Meter südwestlich von Honstetten, einem Ortsteil der Gemeinde Eigeltingen im baden-württembergischen Landkreis Konstanz in Deutschland.

## Lage
Die Burg liegt in einem Nebental, dem Wasserburger Tal, dass vom Wasserburger Talbach durchflossen wird. Dieser quellt südlich Emmingen-Liptingen in einer Kurve der B 491 als Zeilental Bach und fließt dann nach Südosten. Im beginnenden Talbereich vereinigt er sich mit einem nur zeitweise Wasser führenden Zufluss, heißt ab jetzt Wasserburger Talbach und fließt ab hier nach Südwesten. Bei Ehingen vereinigt er sich mit mehreren anderen Bächen, deren Wasser dann bei Singen in die Radolfzeller Aach fließen.
Der Burghügel, der aber keine Motte, sondern eine natürliche Erhebung ist, befindet sich als kleiner Berg oberhalb und an der linken Seite des Wasserburger Tals, kurz bevor von rechts der Schlatter Bach einmündet. 700 Meter nordwestlich befindet sich die Schenkenbergkapelle. Unterhalb des Burghügels liegt der Wasserburgerhof. Heute führt hier die Straße zum nahen Honstetten (Burg Honstetten) vorbei.

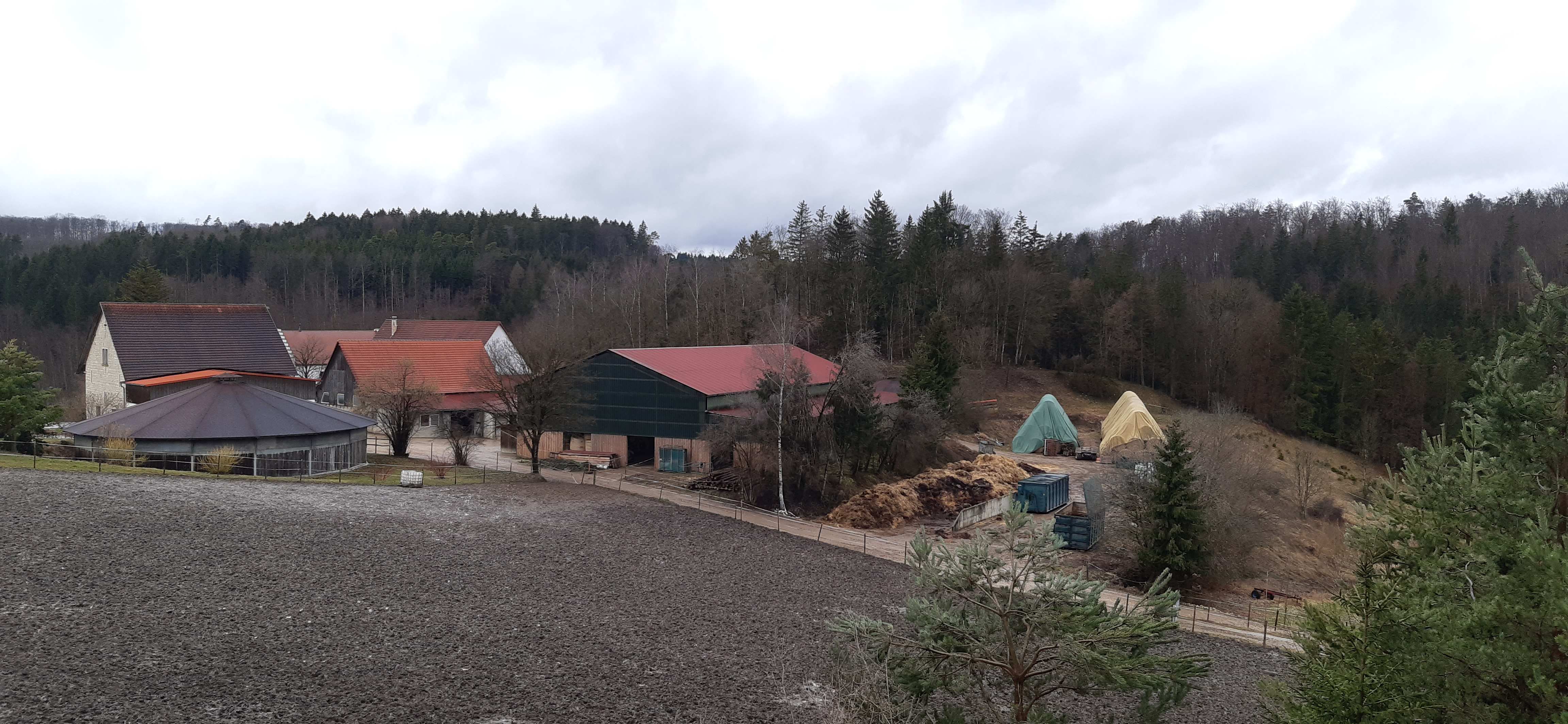
Der Wasserburgerhof, hinter der Scheune der Burghügel, dahinter das Wasserburger Tal
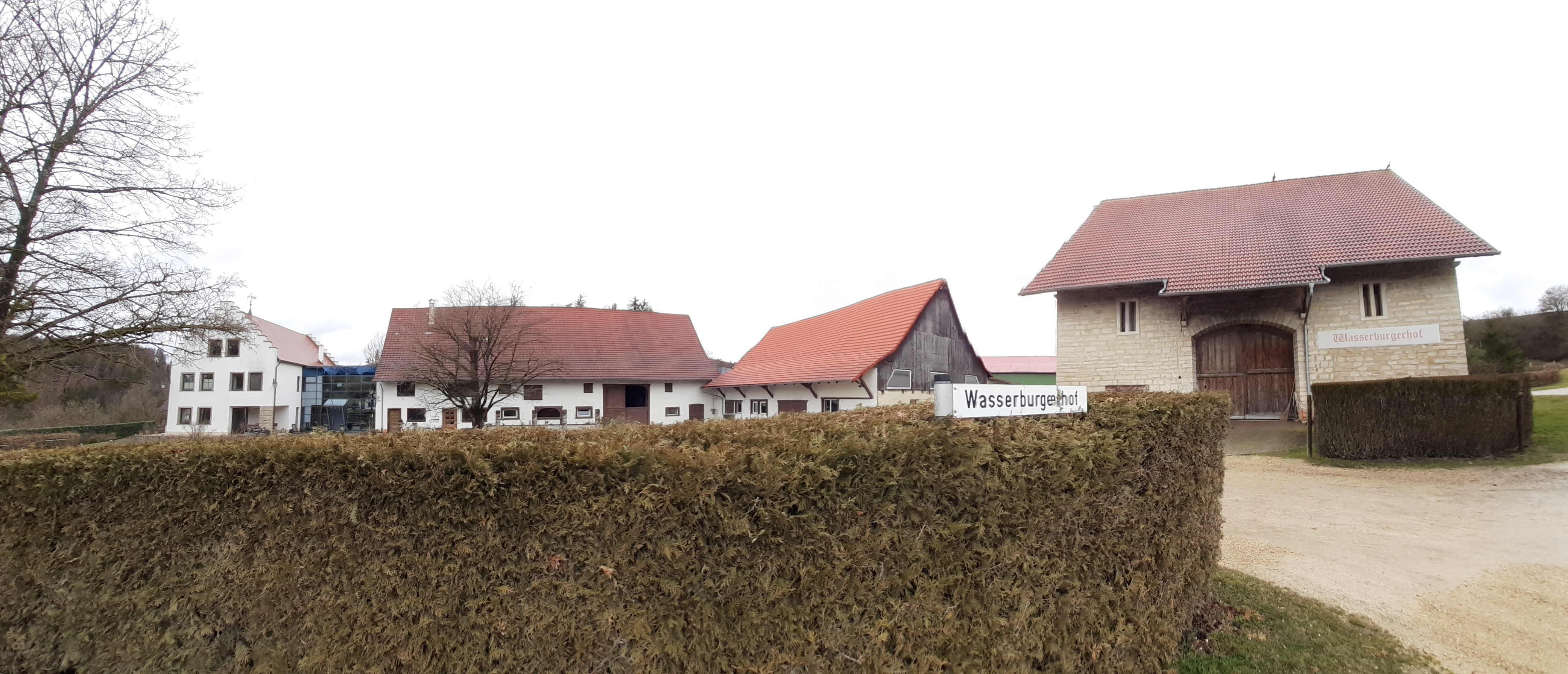
Wasserburgerhof, restauriert
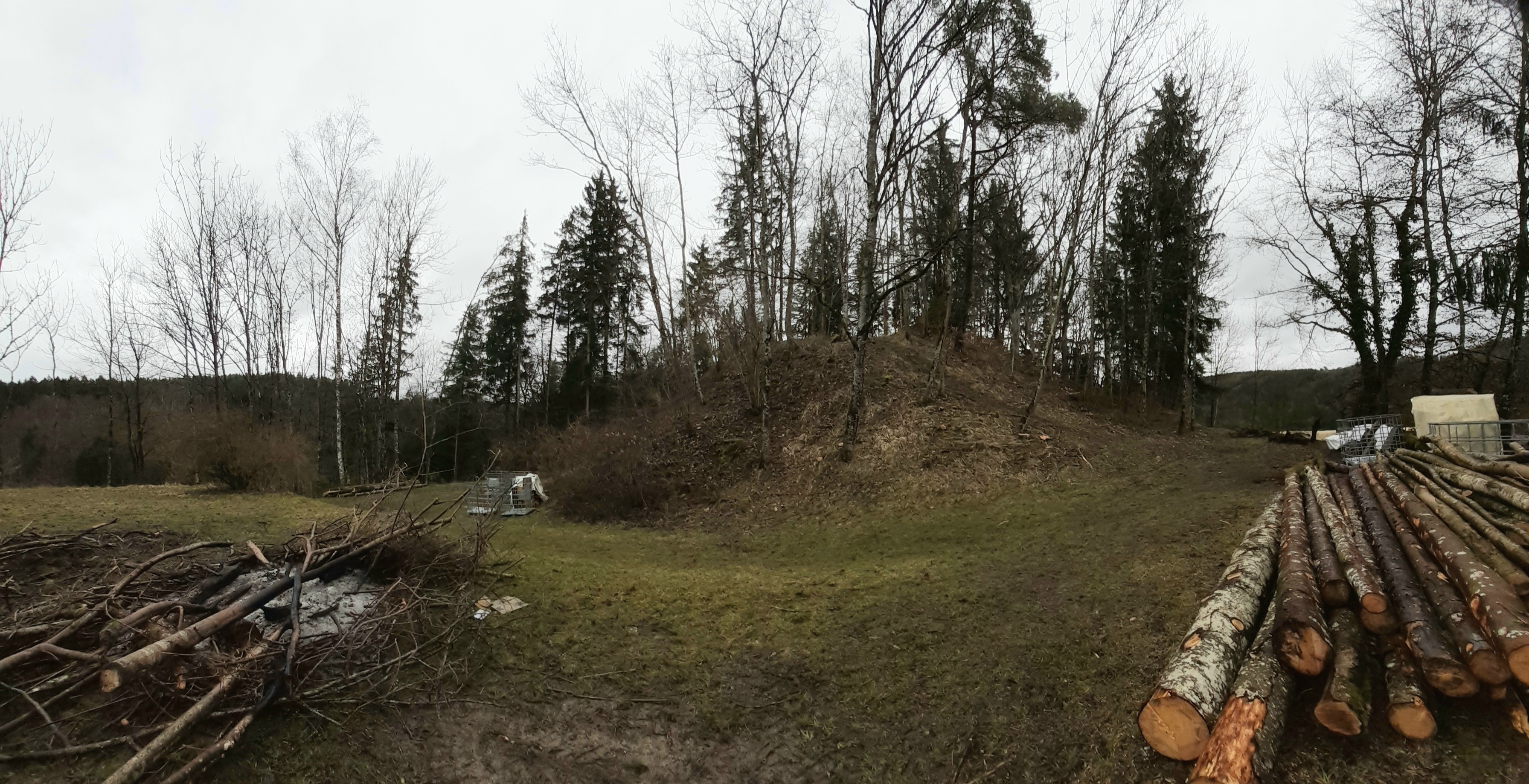
Burghügel mit Zugang
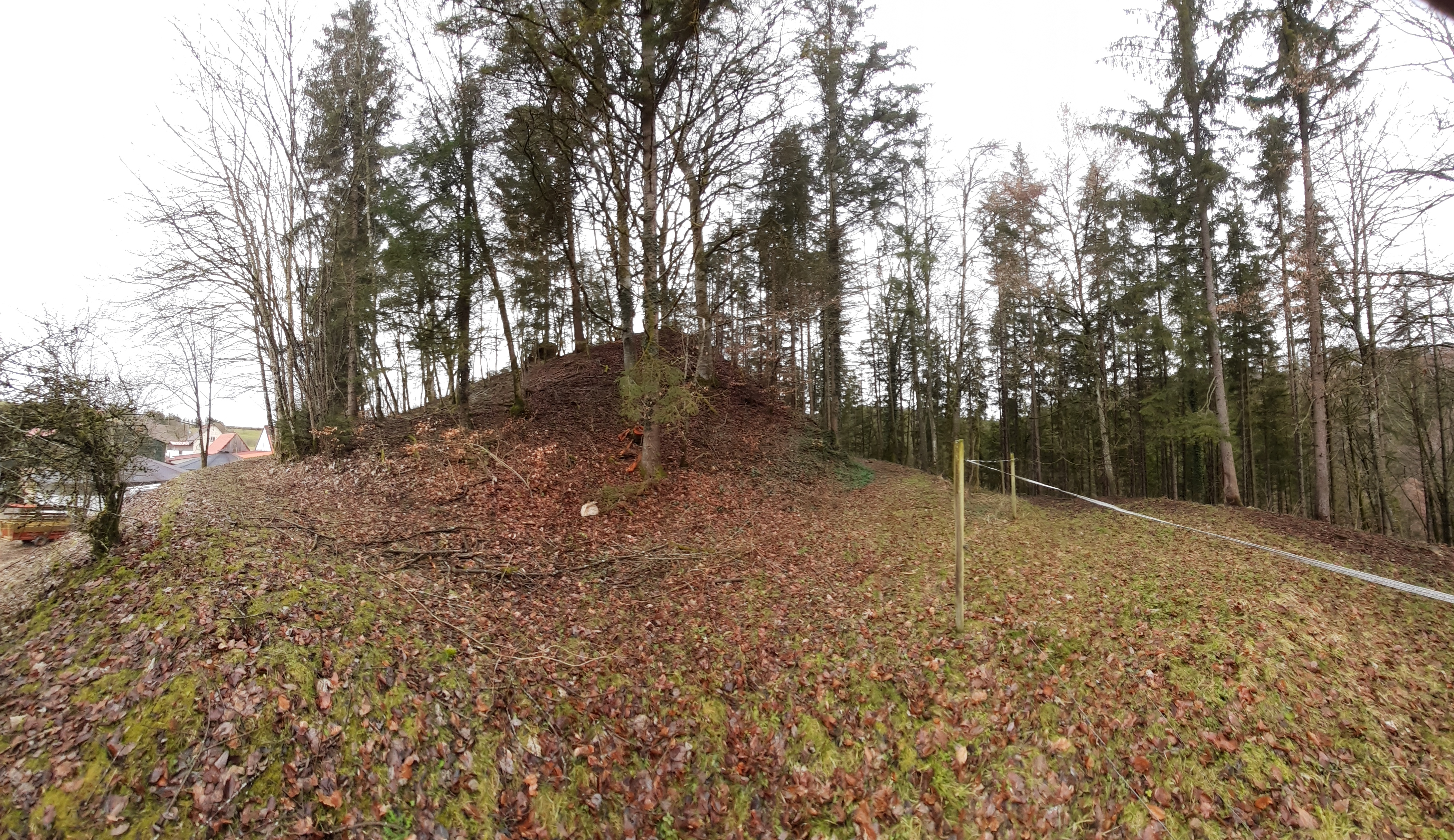
Burghügel, Rückseite

## Geschichte
Burg Wasserburg wurde während der zweiten Hälfte des 12. Jahrhunderts errichtet. Der Burgadel, die Herren von Wasserburg, sind zwischen 1174 und 1300 nachgewiesen, sie waren Ministerialen des Klosters Reichenau. Ihnen folgten in der zweiten Hälfte des 14. Jahrhunderts die Herren von Hewen als Inhaber. Mit dem Übergang der Herrschaft Hewen 1404 an die Grafen von Lupfen waren sie die neuen Besitzer der Burg. Sie verlehnten die Wasserburg 1429 an Heinrich von Wildenfels, 1431 an die Egg von Reischach anschließend an Veit von Asch. Veit betätigte sich als Raubritter, am 30. Mai 1441 überfiel er Kaufleute und erbeutete dabei Waren im Wert von 120.000 Gulden. Daraufhin wurde die Wasserburg im Zuge des Städtekrieges im Herbst 1441 von den Truppen des Schwäbischen Bundes belagert. Nachdem diese auch die Burgen Randegg und Staufen sowie die Stadt Blumberg belagert und zerstört hatten, eroberten sie auch die Wasserburg, obwohl diese von der Burgherrin Claranna von Reischach und acht Mann erbittert verteidigt wurde. Sie ergaben sich gegen die Versicherung auf freien Abzug für sie und die restlichen Verteidiger. Die Burg wurde anschließend ebenfalls zerstört. Sie wurde nicht mehr wiederhergestellt, obwohl sie 1472 nochmals als Vesti bezeichnet wurde. Aus den Steinen der Burg wurde der unterhalb liegende Wirtschaftshof errichtet, er wurde nach der Zerstörung der Burg noch weiterverlehnt.

## Beschreibung
Von der ehemaligen ovalen Burganlage auf einem Burgplateau von circa 36 mal 18 Meter sind noch 2,5 Meter hohe Reste des Bergfrieds erhalten.
Die Burganlage selbst ist von einem, heute verlandeten und als Weg genutzten, Ringgraben umgeben, den zur Burgseite eine Ringmauer zusätzlich befestigte. Schwache Reste der Burgmauer sind im Osten noch sichtbar. Der Burggraben war Richtung heutigem Wirtschaftshof als Halsgraben verbreitert, da hier eine kleine Aufwallung ansteigt. Auf dem Burghügel selbst befindet sich ein Plateau, vermutlich künstlich geschaffen, der die Burggebäude aufnahm. Heute sind nur noch größere steinerne Reste, die als Bergfried gedeutet werden, und ein Eckteil eines weiteren Gebäudes sichtbar. Buckelquaderreste auf dem Burggelände lassen den Schluss zu, dass Bergfried und Anlage hochmittelalterlich und gut ausgebaut waren.

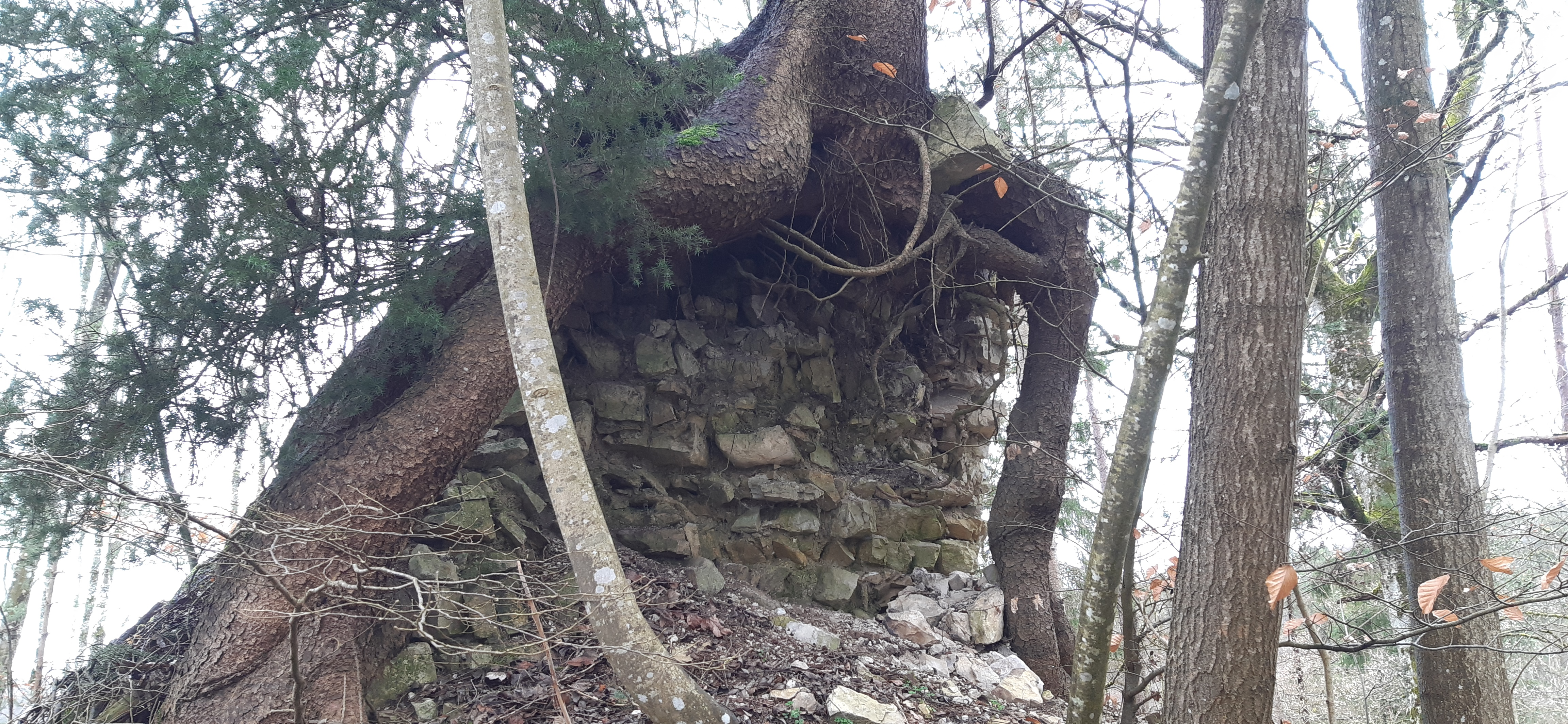
Bergfriedreste unter Baumprotektion
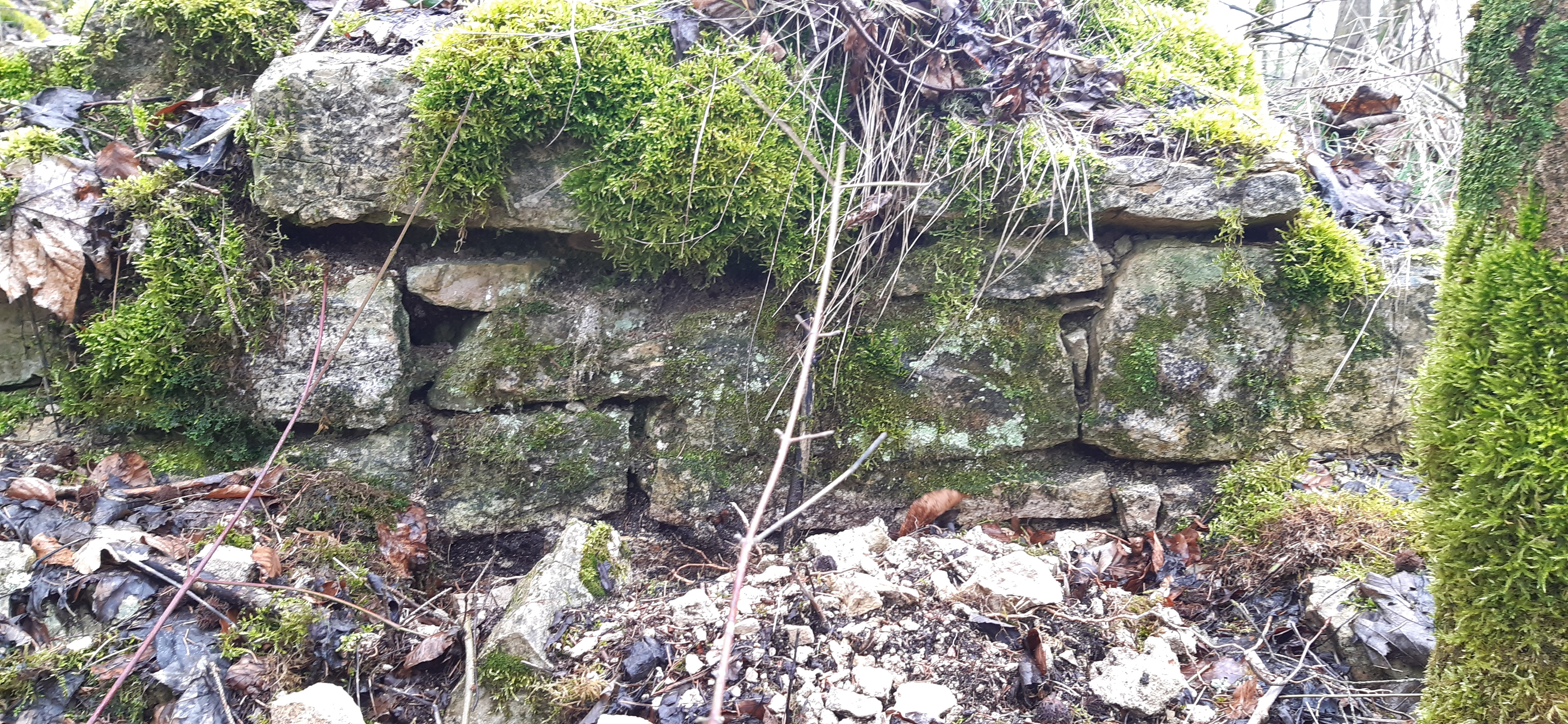
Grundmauerecke eines Gebäudes
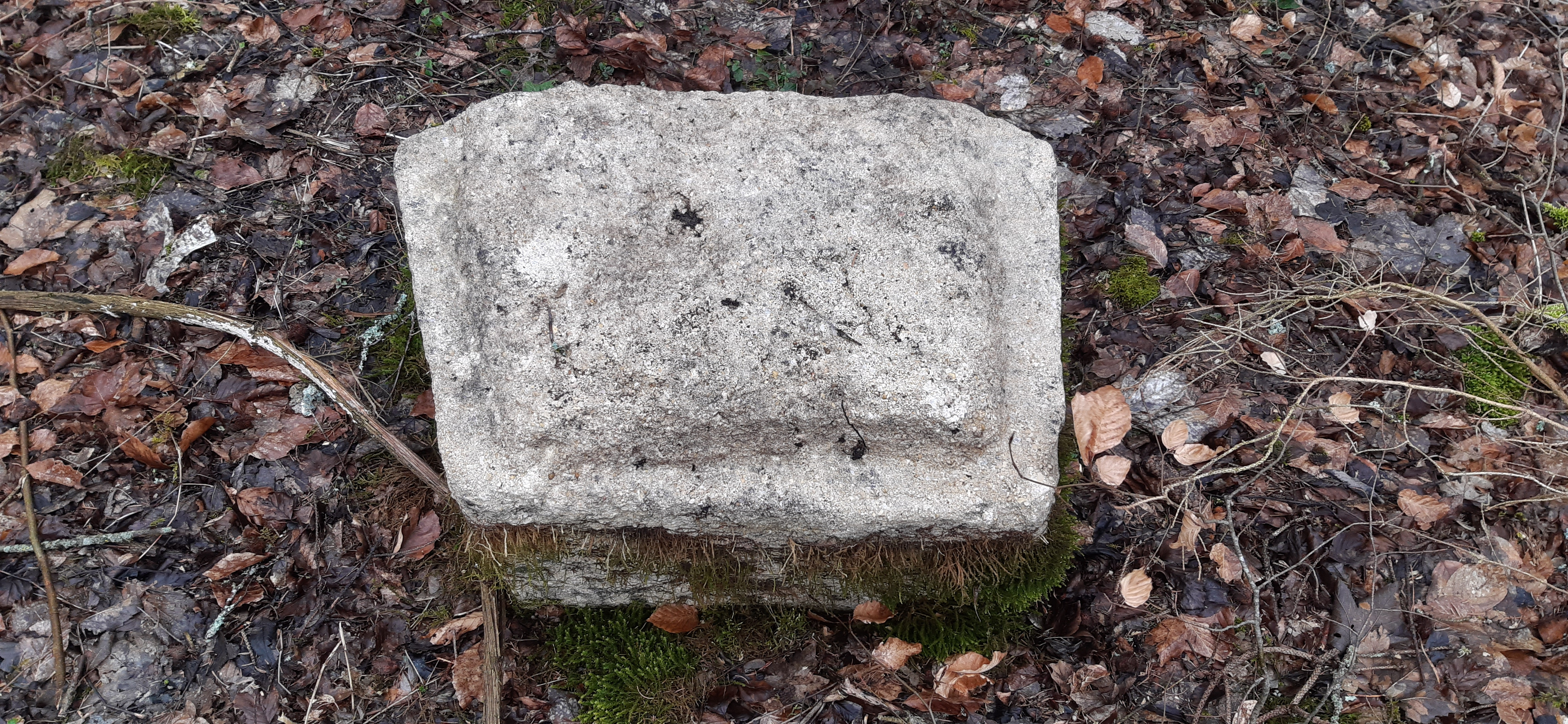
Buckelquader
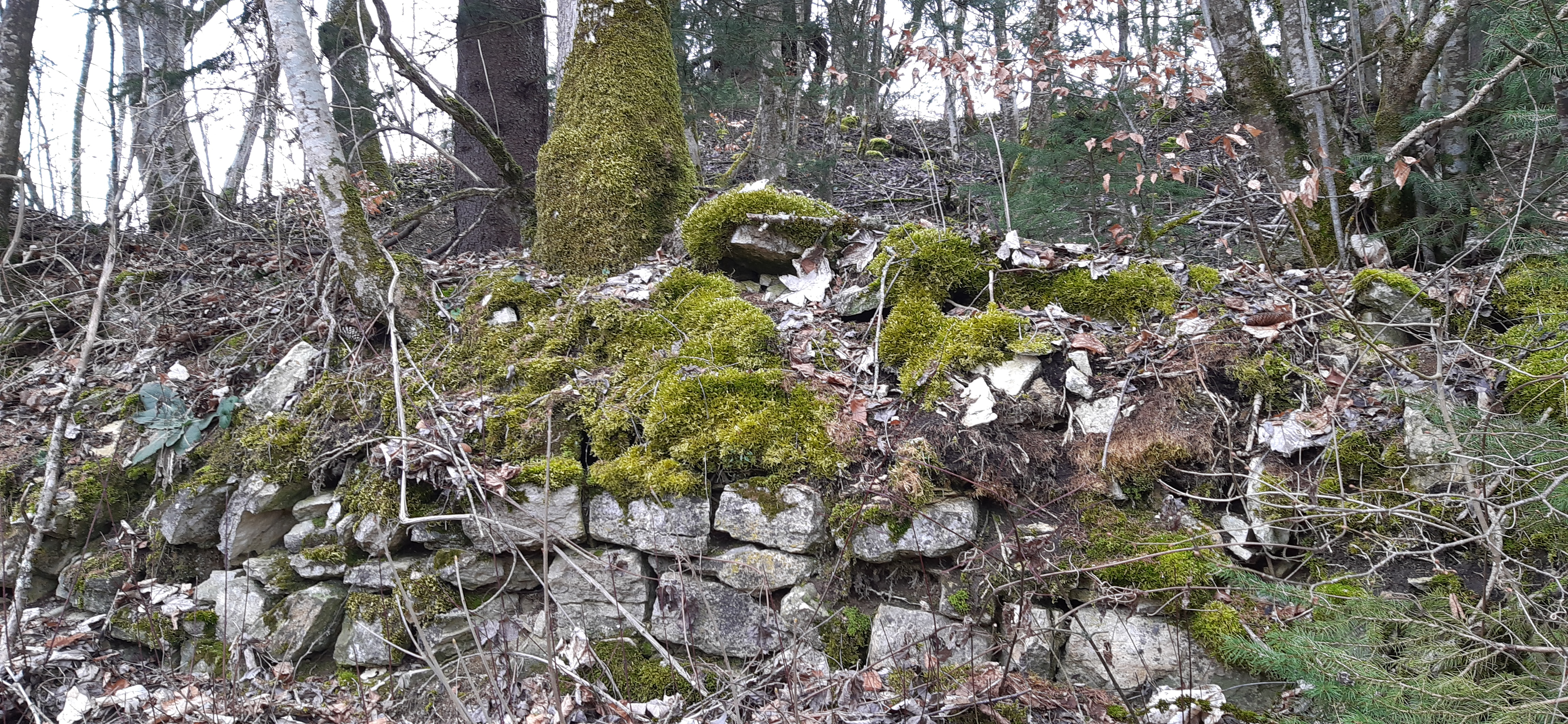
Reste der Ringmauer
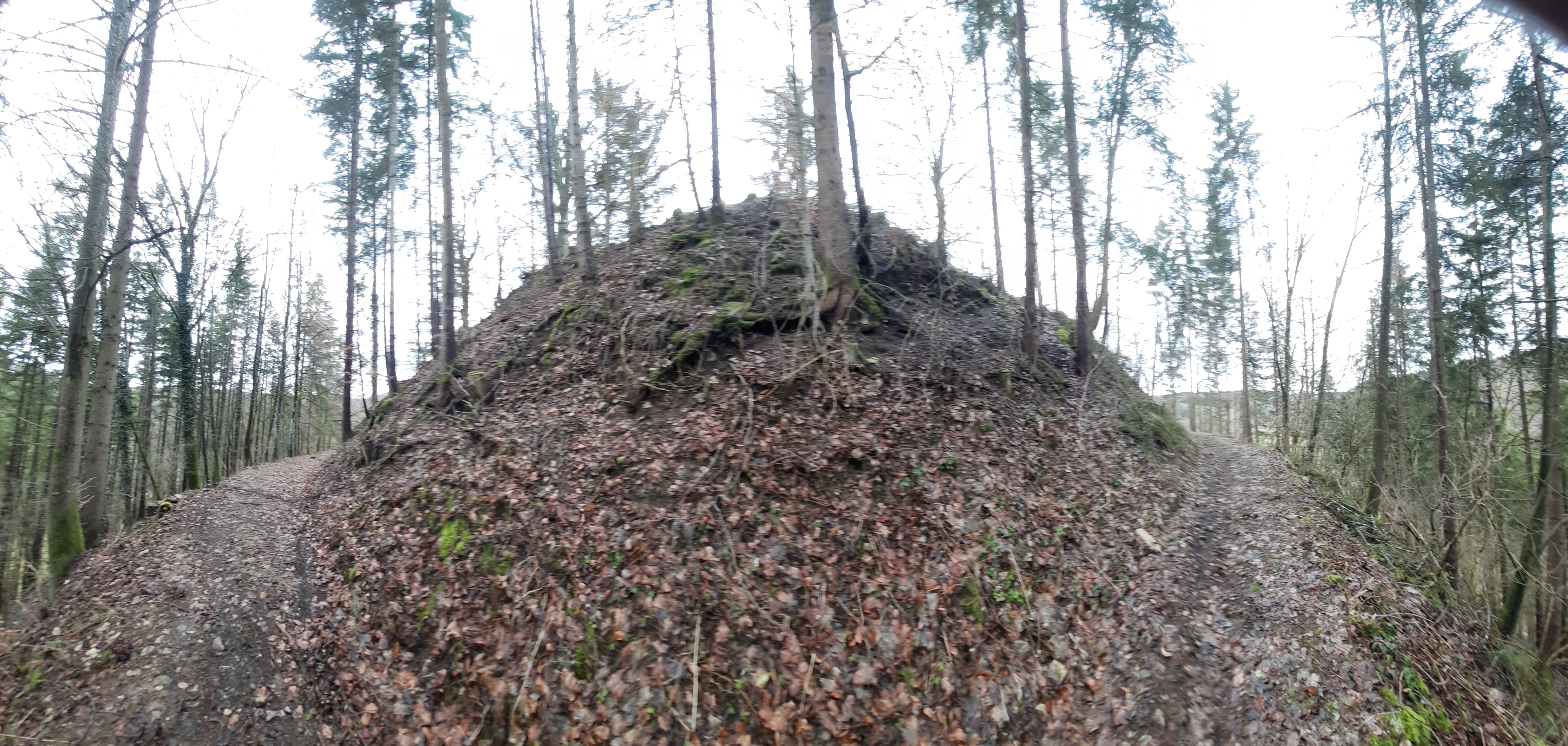
Burghügel und umlaufender Burggraben